# ウルフファング
『ウルフファング 空牙2001』（ウルフファング くうが2001）は、1991年にデータイーストが製作・稼働したアーケード用アクションシューティングゲーム。日本国外向けのタイトルは『Rohga: Armor Force 』。
同社の『空牙』（1989年）の続編にあたる。自機の「装甲機兵」を操作し、正体不明の組織「ラグナロック」を壊滅させるのを目的としている。
1996年にPlayStation、1997年にセガサターンに移植された。
PlayStation版は、2003年8月28日にハムスターより廉価版が再発売されている。また、2010年4月14日よりゲームアーカイブス用ソフトとしてPlayStation StoreにてPlayStation 3、PlayStation Portable用にダウンロード販売が開始された。
アーケード版はゲーム誌『ゲーメスト』の企画「第6回ゲーメスト大賞」（1992年度）にて、大賞2位、ベストアクション賞5位、ベスト演出賞3位、ベストVGM賞7位を獲得した。

## 概要
1989年に同社から発売され人気を博したアーケードゲーム『空牙』の続編である。しかし、ストーリー上の続編というだけで、ゲームシステム上の繋がりは全くない。
ゲームとしては、同社の『チェルノブ』（1988年）をベースにした作りになっている。また、プレイヤーの手による自機（人型ロボット）のカスタマイズや、ライバル機や巨大ロボ・戦艦との一騎討ちといった、数々のロボットアニメ的な演出が用いられている。
続編に『スカルファング 〜空牙外伝〜』（1996年）がある。ただし、タイトルにもあるように空牙を基にした作品であり、ストーリー・世界観以外での関連性はない。
開発当初のゲームタイトルは『狼牙』だったがこのタイトル名が商標登録されていたので『ウルフファング』に変更したと『ゲーメスト』に掲載された開発者インタビューで語られている。

## ゲーム内容

### システム
- 8方向レバーと3ボタン（ショット・ジャンプ・サブウェポン）で自機「装甲機兵」を操作する。ショットボタンを押しっぱなしにすることで、自機の向きを固定したまま移動できる。レバー上でショットの角度が斜め上45度になる。レバー下＋ジャンプでダッシュ。ジャンプ中にレバー下入力で滞空時間が短くなる。敵に接近すると、ショットは自動的に近接攻撃に切り替わる。サブウエポンを使用するとゲージを消費する。ゲージは時間と共に回復し、また、溜まっている量で威力が変わる。
- ゲーム開始前に、「SELECT-MODE」または「CONSTRUCTION-MODE」のいずれかを選択する。前者はA-TYPE（TYPE-01 蒼龍）、B-TYPE（TYPE-02 天雷）、C-TYPE（TYPE-03 火龍）、D-TYPE（TYPE-04 神龍）の4種の中から選択する。後者は自機のボディ（サブウェポン）、アーム（近接武器）、レッグ（脚部）の各パーツを4種類ずつの中から1つずつ選択する（途中変更不可）。これによりプレイヤー機の見た目と性能が変化する。選択したパーツ毎に、コードネーム（機体名）が付けられる。
- パイロットは1P側が男性兵士、2P側が女性兵士となり、カラーリングも1P側が青、2P側が赤となる。
- メインショットは4種類あり、アイテムを取ることによって変更・パワーアップできる。また猟兵と呼ばれるオプションがあり、脚部パーツによって2〜4人まで搭乗できる。
- ゲームは、残機なしのライフ制で進められる。ライフがなくなって自機が破壊されるとプレイヤーはパイロットになり、パイロット時にダメージを受けるとゲームオーバー。その前にアイテム（ライフ・チャージ・パワーのいずれか、重複可）を3つ取得すると機体が復活する。コンティニュー時には自機の再選択が可能。
- 全5面。3面からはステージが分岐されており、好きなコースを選択できる。選んだコースによって、難易度とエンディングがそれぞれ異なる（全4パターン存在）。
- ステージ分岐がなく全12ミッションを通してプレイする、上級者用の「スペシャルモード」もある。アーケード版ではコイン投入後、1P側のショットボタン、サブウェポンボタンを押しながらスタートボタンを押すことでプレイできる。

### 装備
ボディ、アーム、レッグはそれぞれTYPE-A、TYPE-B、TYPE-C、TYPE-Dに分かれる。A-TYPEは標準型、B-TYPEは防御型、C-TYPEは対空戦闘型、D-TYPEは重攻撃型。

#### ボディ（サブウェポン）
装甲機兵の背中に装備されている。
ホーミングミサイル（HM）
多数の誘導ミサイルを発射するが誘導性は低い。チャージの段階が進むにつれて発射数が増える。TYPE-A。
エレクトリッガー（EL）
自機を中心に周囲に放電する。4種のウェポンの中では最も威力が低いが敵弾を消すこともできる。チャージ段階により効果範囲が拡大する。TYPE-B。
フレイムランチャー（FL）
自機の上に弾丸を撃ち出し、雨のように炎を降らせる。チャージ段階が進むにつれて、火炎弾を降らせる幅が広くなり、効果時間が長くなる。TYPE-C。
グレネードランチャー（GL）
放物線を描いて榴弾を撃ち出す。敵などに着弾すると炸裂して爆風が左右に飛び、地面に着弾すると火柱があがる。チャージ段階が進むにつれて前後1発ずつ計2発→同2発ずつ計4発→同3発ずつ計6発と発射数が増える。4種のウェポンで最も破壊力が高い。TYPE-D。
各サブウエポンは、最大チャージが完了すると“マキシマムホーミングミサイルパワー”のように音声メッセージが入る。エレクトリッガーとフレイムランチャーはそれぞれ、「スタンガン」「ファイアーストーム」と表記とは違う武器名で呼ばれる。

#### アーム（近接武器）
装甲機兵の左腕に装備されている。ショットボタンを連射することで、再出時間が短縮される。またモーション中にダッシュ入力を行うことで攻撃をキャンセルできる。
ナックルショット（NS）
拳で殴る。リーチはパイルバンカーの次に長く、再出時間も最も短い。単発あたりの威力は平均。なお、本来のナックルの綴りは「KNUCKLE」だが、ここでの略称はゲーム内表記に準拠する。TYPE-A。
ビームソード（BS）
剣で上段から斬りつける。威力は最低だが、自機周囲360度をほぼカバーできる上、再出時間も短い。TYPE-B。
アイアンクロウ（IC）
爪で下段から斬り上げる。自機前方180度（足元 - 頭上）をカバーする。破壊力はビームサーベルよりも高い。TYPE-C。
パイルバンカー（PB）
杭を自機前方に真っすぐ打ち出す。リーチ・破壊力は最も高いが、上下の攻撃範囲は狭く、連射も効きづらい。TYPE-D。

#### レッグ（脚部）
移動能力に関わる他、機体の全高に大きく影響する。
2足滑走型（2W）
移動速度は速め。ジャンプ力は低め。猟兵は2人まで載せることができる。TYPE-A。
2足ホバー型（2H）
移動速度は遅め。ジャンプ力は高め。猟兵は2人まで。TYPE-B。
4脚走行型（4W）
移動速度は最も遅い。ジャンプ力は最も高い。猟兵は4人まで。TYPE-C。
6輪操舵型（6W）
移動速度は最も速い。ジャンプ力は最も低い。猟兵は4人まで。TYPE-D。

#### 銃器（メインショット）
装甲機兵の右腕に装備されている。アイテム（後述）の1つである「パワー」により、最大3段階までパワーアップする。
バルカンキャノン（V）
弾丸を扇状の広範囲に発射する。初期装備。パワーアップ段階によって3方向→5方向→7方向発射に変化する。
クラスターガン（C）
弾丸の塊が回転して広がりながら真っすぐ進む。パワーアップ段階によって弾が2発セット→4発セット→6発セットと増え威力が上がる。
グレネードガン（G）
着弾すると爆発する。爆風で敵弾を消すことができる。パワーアップ段階によって単発→2連射→3連射と増える。
レーザーライフル（L）
攻撃力は最も高いが、攻撃範囲は非常に狭い。また、ボタンを押してから攻撃判定が発生するまでに間がある。パワーアップ段階によりレーザーの太さが3段階に変化する。ボタンを押したままにするとレーザーを発射したままの状態になる。真正面と斜め上45度の2方向しかカバーできない。

#### アイテム
特定の位置、及び一定の点数を取得した際に現れるアイテムキャリア（青色の無人機）を破壊すると出現する。
パワー
銃器の威力を1段階上げる。
チャージ
サブウェポンのゲージを最大にする。
ライフパック
自機のライフゲージが1個回復する（最大9ライフ）。
ウェポンチェンジ
銃器を変更できる。弾を当てると、V→C→G→L→V……と変化し、4周すると爆発して画面中の敵にダメージを与える。
猟兵
装甲機兵の背中に乗り、各自単発銃を撃つ。パイロット時は、パイロットの動きをトレースする。

## ストーリー
AD1999年の、後に「第一次ラグナロック戦役」と呼ばれる、正体不明の組織「ラグナロック」と戦術戦闘部隊「空牙」との熾烈を極めた争いから2年。
AD2001年、壊滅したはずの「ラグナロック」がオセアニア大陸で再び動き始める。活動を阻止するべく前線へ向かうのは、「第一次ラグナロック戦役」で得た技術を元に新たに造られた、あらゆる任務・環境に対応可能な戦闘兵器「装甲機兵」。「ヴァルキュリア隊」「シルフ隊」による爆撃目標を明確化させるため、完成されたばかりの「装甲機兵」が実戦テストも兼ねて投入される。人類の運命は「鋼の牙を持つ狼」達に委ねられることとなる。

## 機体名一覧
| body | arm | leg | No. | 機体名 | TYPE | body | arm | leg | No. | 機体名 | TYPE |
| ---- | --- | --- | --- | ------ | ---- | ---- | --- | --- | --- | ------ | ---- |
| HM   | NS  | 2W  | 01  | 蒼龍   | AAA  | FL   | NS  | 2W  | 35  | 阿修羅 | CAA  |
| HM   | NS  | 2H  | 08  | 陣風   | AAB  | FL   | NS  | 2H  | 39  | 朱雀   | CAB  |
| HM   | NS  | 4W  | 12  | 黒龍   | AAC  | FL   | NS  | 4W  | 43  | 土蜘蛛 | CAC  |
| HM   | NS  | 6W  | 16  | 蛟     | AAD  | FL   | NS  | 6W  | 46  | 光焔   | CAD  |
| HM   | BS  | 2W  | 05  | 虎徹   | ABA  | FL   | BS  | 2W  | 36  | 閻魔   | CBA  |
| HM   | BS  | 2H  | 09  | 雪風   | ABB  | FL   | BS  | 2H  | 40  | 荒神   | CBB  |
| HM   | BS  | 4W  | 13  | 牙竜   | ABC  | FL   | BS  | 4W  | 44  | 赤龍   | CBC  |
| HM   | BS  | 6W  | 17  | 閃光   | ABD  | FL   | BS  | 6W  | 47  | 不知火 | CBD  |
| HM   | IC  | 2W  | 06  | 白虎   | ACA  | FL   | IC  | 2W  | 37  | 金剛   | CCA  |
| HM   | IC  | 2H  | 10  | 疾風   | ACB  | FL   | IC  | 2H  | 41  | 飛龍   | CCB  |
| HM   | IC  | 4W  | 14  | 鵺     | ACC  | FL   | IC  | 4W  | 03  | 火龍   | CCC  |
| HM   | IC  | 6W  | 18  | 屠龍   | ACD  | FL   | IC  | 6W  | 48  | 叢雲   | CCD  |
| HM   | PB  | 2W  | 07  | 仁王   | ADA  | FL   | PB  | 2W  | 38  | 甲龍   | CDA  |
| HM   | PB  | 2H  | 11  | 烈風   | ADB  | FL   | PB  | 2H  | 42  | 飛燕   | CDB  |
| HM   | PB  | 4W  | 15  | 白龍   | ADC  | FL   | PB  | 4W  | 45  | 龍王   | CDC  |
| HM   | PB  | 6W  | 19  | 地龍   | ADD  | FL   | PB  | 6W  | 49  | 大蛇   | CDD  |
| EL   | NS  | 2W  | 50  | 閃電   | BAA  | GL   | NS  | 2W  | 20  | 隼     | DAA  |
| EL   | NS  | 2H  | 54  | 彗星   | BAB  | GL   | NS  | 2H  | 24  | 迦楼羅 | DAB  |
| EL   | NS  | 4W  | 58  | 電龍   | BAC  | GL   | NS  | 4W  | 27  | 不動   | DAC  |
| EL   | NS  | 6W  | 62  | 青龍   | BAD  | GL   | NS  | 6W  | 31  | 護法   | DAD  |
| EL   | BS  | 2W  | 51  | 紫電   | BBA  | GL   | BS  | 2W  | 21  | 剣     | DBA  |
| EL   | BS  | 2H  | 02  | 天雷   | BBB  | GL   | BS  | 2H  | 55  | 応竜   | DBB  |
| EL   | BS  | 4W  | 59  | 麒麟   | BBC  | GL   | BS  | 4W  | 28  | 玄武   | DBC  |
| EL   | BS  | 6W  | 63  | 月光   | BBD  | GL   | BS  | 6W  | 32  | 猿猴   | DBD  |
| EL   | IC  | 2W  | 52  | 震電   | BCA  | GL   | IC  | 2W  | 22  | 王牙   | DCA  |
| EL   | IC  | 2H  | 56  | 空電   | BCB  | GL   | IC  | 2H  | 25  | 吹雪   | DCB  |
| EL   | IC  | 4W  | 60  | 雷獣   | BCC  | GL   | IC  | 4W  | 29  | 蔵王   | DCC  |
| EL   | IC  | 6W  | 64  | 武光   | BCD  | GL   | IC  | 6W  | 33  | 羅刹   | DCD  |
| EL   | PB  | 2W  | 53  | 雷火   | BDA  | GL   | PB  | 2W  | 23  | 隼鷹   | DDA  |
| EL   | PB  | 2H  | 57  | 流星   | BDB  | GL   | PB  | 2H  | 26  | 鳳凰   | DDB  |
| EL   | PB  | 4W  | 61  | 雷神   | BDC  | GL   | PB  | 4W  | 30  | 夜叉   | DDC  |
| EL   | PB  | 6W  | 34  | 電光   | BDD  | GL   | PB  | 6W  | 04  | 神龍   | DDD  |

## 移植版
| No. | タイトル                                                    | 発売日         | 対応機種                                                                     | 開発元             | 発売元             | メディア                                         | 型式       | 備考                                                                     |
| --- | ----------------------------------------------------------- | -------------- | ---------------------------------------------------------------------------- | ------------------ | ------------------ | ------------------------------------------------ | ---------- | ------------------------------------------------------------------------ |
| 1   | ウルフファング                                              | 1996年5月10日  | PlayStation                                                                  | 辻事務所           | エクシング         | CD-ROM                                           | SLPS-00254 |                                                                          |
| 2   | ウルフファングSS                                            | 1997年3月28日  | セガサターン                                                                 | 辻事務所           | エクシング         | CD-ROM                                           | T-26105G   |                                                                          |
| 3   | MajorWaveシリーズ アーケードヒッツ ウルフファング           | 2003年8月28日  | PlayStation                                                                  | 辻事務所           | ハムスター         | CD-ROM                                           | SLPM-87270 | 廉価版                                                                   |
| 4   | アーケードヒッツ ウルフファング                             | 2010年4月14日  | PlayStation 3 PlayStation Portable (PlayStation Network)                     | 辻事務所           | ハムスター         | ダウンロード （ゲームアーカイブス）              | -          | PlayStation版の移植                                                      |
| 5   | アーケードヒッツ ウルフファング                             | 2012年8月28日  | PlayStation Vita (PlayStation Network)                                       | 辻事務所           | ハムスター         | ダウンロード （ゲームアーカイブス）              | -          | PlayStation版の移植                                                      |
| 6   | ウルフファング・スカルファング サターントリビュート Boosted | 2024年10月31日 | PlayStation 4 PlayStation 5 Nintendo Switch Xbox One Xbox Series X/S Windows | シティコネクション | シティコネクション | BD-ROM Nintendo Switch ゲームカード ダウンロード | -          | セガサターン版の移植 SS版『スカルファング 〜空牙外伝〜』とのカップリング |
| 7   | イーグレットツー ミニ アーケードコレクションPART1           | 2025年12月18日 | イーグレットツー ミニ                                                        | 瑞起 ※本体の開発元 | タイトー           | SDカード                                         | -          | アーケード版の移植 追加SDカードに入っている10作品の1つとして収録。       |

PlayStation、セガサターン版
セガサターン版は、PS版の移植と呼べる物であり、PS版を元に移植されているため、AC版とは若干プレイ感覚が異なる。PS版と違いボス戦前のロードが無くなっている。またタイトル画面のコピーライト、データイースト側の年表記に間違いがある（誤：1994→正：1991）
移植版の特典として、新しい操作方法を盛り込んだプラスモードや、オープニングムービー・音声・隠しカラー（茶・黒・白・紫の4色）の追加など、オリジナル版にはなかった新要素が盛り込まれている。
プラスモードでは、2W・6Wの二段ジャンプ、2Hの空中ダッシュ、4Wのホバリングが可能となっている。
サターン版のみ、オリジナルステージが追加されている。
移植版では、演出等にAC版と異なる部分が存在する。
移植版の相違点について
- BGM、音声関連
PS版から、専用のBGMが追加されている。SS版も内容は同じ。キャラクターボイスも追加されており、メッセージ演出場面で喋ってくれる。オプションでそれぞれON、OFF、アレンジBGM、オリジナルBGMの切り替えが可能。
PS版、SS版ともに、ボイス用のデータが別データで存在する為、メッセージ演出が出る際にBGMが途切れる。また、BGMはループせず、フェードアウト後最初から流れる。
アーカイブス版をPS3やPSPでプレイした場合には、プレイ中にもBGMが途切れる事がある。
SS版のみCD音源になっているので、CDプレイヤー等で再生することが出来る他、PS版をCDプレイヤーで再生するとちょっとしたオマケ音声を聞くことができる。
SS版ではサブウエポンフルチャージ時の音声「マキシマム（各サブウエポン名）パワー」が流れない。
- 一部敵キャラのスコアが違う
PS版、SS版とも、得点を稼ぐ場合にはゲーム中の攻略パターンをAC版から変更する必要がある。
- ランク計算に違いがある
PS版、SS版とも、ゲーム中に、被弾等で変更されるランクの計算がAC版と違うため、敵の出現パターンが変わっている部分があちこちにある。
- ステージ2BOSSの砲台パーツが無敵化する
本来、ステージ2BOSS“モビィディック”の砲台は、特定のパターンで破壊すると二段階目に移行する。しかしPS版ではこの二段階目の耐久値の設定にバグがあり、破壊出来ない。
- 一部演出が違う
PS版、SS版とも、3-Aで条件を満たすと出現する爆撃機の演出がカットされている。また、特定ステージの背景にいる小物の削除など、細かい部分で相違点がある。なお、相違する箇所はPS版とSS版とでも異なる。
- アイテム出現パターンの相違
スコア10万点以上取得している状態で、下5桁が99000〜99999点の間になるようにスコアを調整する事でライフ回復アイテムが出現する。しかし、このスコア調整を失敗して、その間にスコアが収まらずに、10万の桁上がりを起こしてしまうと固定アイテム以外の出現が停止する。
AC版では、例えばスコア299000点のライフ出現を失敗し30万点を超えてしまった場合、40万点を超えるなど、次の10万点を取得すればアイテムが再び出現するようになるが、PS版、SS版ではステージクリアしない限り、アイテムが再出現しなくなってしまう場合がある。
- 敵、及び自機の挙動の相違
特にSS版は顕著なのだが、一部敵の挙動に相違がある。また、自機の挙動にも、誤差レベルではあるが相違点がある為、若干プレイ感覚が異なる

## スタッフ
アーケード版
- ゲーム・デザイン：小林ひろのり、菊池徹
- プログラム、開発：野村泰彦、平尾真士、PINKY MATSUMOTO（まつもとやすひろ）
- スクロール・デザイン：LOW SPEED CRUISER O、ARENA MEXICO INOPITA（井下正之）、MARIO（わたなべまりお）
- キャラクター・デザイン：野津真、いながきまさてる、古賀洋士
- メカニカル・デザイン：小泉隆秀、小林ひろのり、海宝吉成
- サウンド・クリエイト：MARO（吉田博昭）、RAIKA（竹本晃）
- ハードウェア・デザイン：COPY SURUNA
- スペシャル・サンクス：安達智生
- プロデュース、プログラム：井上隆明

PlayStation版
- プロデュース：きむらよしお
- プログラム：なかたつひろ、瀬川佳久
- グラフィック：山口初美、瀬川佳久
- サウンド：常盤太郎
- CGムービー：SING PROJECTS
- イラスト：藤岡勝利
- アシスタント：あおいあきら

セガサターン版
- プロデュース：きむらよしお
- プログラム：さいとうけんいち、なかたつひろ、瀬川佳久
- グラフィック：山口初美、瀬川佳久
- サウンド：常盤太郎
- CGムービー：SING PROJECTS
- イラスト：藤岡勝利
- アシスタント：あおいあきら

## 評価
アーケード版
- ゲーム誌『ゲーメスト』誌上で行われていた「第6回ゲーメスト大賞」（1992年度）において、読者投票により大賞2位を獲得している。その他に、ベストアクション賞で5位、ベスト演出賞で3位、ベストVGM賞で7位、ベストキャラクター賞では装甲機兵が11位を獲得した[10]。
- 1998年に刊行されたゲーメストムック『ザ・ベストゲーム2』では、「総勢64種類にものぼるロボットには、それぞれ『不知火」や『月光』といった名前がつけられていたことも当時は驚かされた」、「マルチなストーリーと難易度の異なるゲームを楽しめることも、人気を獲得した理由といえるだろう」、「単なるアクションゲームの域に留まらず、アクションゲームに求められるゲーム性を見事に昇華したことが名作の評価につながった」とキャラクター設定や難易度、ゲーム性に関して肯定的に評価されている[11]。

PlayStation版
ゲーム誌『ファミ通』の「クロスレビュー」では合計22点（満40点）、『Play Station Magazine』の読者投票による「ゲーム通信簿」での評価は以下の通りとなっており、21.0点（満30点）となっている。
| 項目 | キャラクタ | 音楽 | お買い得度 | 操作性 | 熱中度 | オリジナリティ | 総合 |
| 得点 | 3.9        | 3.2  | 3.1        | 3.7    | 3.5    | 3.6            | 21.0 |

セガサターン版
ゲーム誌『ファミ通』の「クロスレビュー」では合計20点（満40点）、『SATURN FAN』の読者投票による「ゲーム通信簿」での評価は以下の通りとなっており、18.8点（満30点）となっている。
| 項目 | キャラクタ | 音楽 | お買い得度 | 操作性 | 熱中度 | オリジナリティ | 総合 |
| 得点 | 3.8        | 2.9  | 2.7        | 3.1    | 3.5    | 2.9            | 18.8 |

## 関連商品
2009年にタカラトミーアーツから、SRシューティングゲームヒストリカ3（4月発売）、TFCシューティングゲームヒストリカ3 SP（7月発売）、SRビデオゲームロボティクス（10月発売）として本作のフィギュアが発売された。
ラインナップは、「彗星」1Pカラー（ヒストリカ3・3SP）、「王牙」2Pカラー（ロボティクス）、「雪風」（ヒストリカ3SPシークレット）。膝、股関節、腰周り、肩関節のジョイントが可動で、ポージングが楽しめる。また、ヒストリカ3SPには4脚パーツが単独で追加されており、これらパーツの組み合わせで、装甲機兵の一部を再現することができる。
プラスチックモデルメーカーのPLUMより5inch Mechanismの一つとして2024年に1/35スケールで装甲機兵のプラスチックモデルが発売。ラインナップは「蒼龍」（1Pカラーは10月発売、2Pカラーは2025年4月発売）、「天雷」（1Pカラーは12月発売、2Pカラーは2025年4月発売）、「火龍」、「神龍」となっており、それぞれに猟兵が1体付属。PLUM SHOP限定購入特典としてパイロットがそれぞれ1体付属。4体揃えることで組み換えが可能でそれぞれに4種類の手持ち武器が1つずつ付属。